# Famedio di Montenero
Il Famedio di Montenero è una struttura architettonica di Livorno, situata presso il santuario della Madonna delle Grazie.

## Storia
La struttura, inizialmente costituita da un portico a cinque arcate, sorse a partire dal 1794, sotto l'abate Rodesindo Marcucci, per offrire riparo dal sole e dalla pioggia ai pellegrini che frequentavano il santuario della Madonna delle Grazie.
I lavori proseguirono sotto l'abate Bruni, ma vennero sospesi a causa dell'occupazione napoleonica della città.
Tra il 1832 e il 1842 furono eseguiti vari lavori per la sistemazione della piazza, mentre il portico raggiunse la configurazione più o meno attuale intorno al 1853, sotto l'abate Vitaliano Corelli, quando furono aggiunte altre quattro arcate oltre alle cinque già esistenti.
Nel medesimo periodo fu allungato anche il fabbricato a monte della piazza, unendo così il loggiato al santuario tramite il fabbricato dell'Alloggio del Pellegrino.
Al termine dei lavori la piazza, dotata di una grande scalinata d'accesso, assunse una conformazione rettangolare (47,10 x 27,10 m). Il costo dell'intervento è documentato in lire 4.794,76, sostenute in parte dal Municipio di Livorno.
Nel 1886 fu approvata la legge di soppressione delle corporazioni religiose e di confisca dei beni in cui si svolgeva vita in comunitaria a carattere ecclesiastico. Fu così che il Comune di Livorno entrò in possesso del loggiato.
Nel corso del XIX secolo Francesco Domenico Guerrazzi propose di trasformare il loggiato in un famedio, cioè quale Casa della fama o Tempio della fama. Per decisione del sindaco Federigo De Larderel la struttura venne utilizzata per la prima volta come sacrario degli uomini illustri il 5 ottobre 1873, proprio per accogliere le spoglie del Guerrazzi, deceduto alcuni giorni prima nella sua villa vicino a Cecina. La cappella fu disegnata dal livornese Aristide Nardini Despotti Mospignotti. Alla cerimonia solenne presenziarono più di 9.000 persone.
Negli anni a venire nel Famedio vennero accolti, o semplicemente ricordati con una lapide commemorativa, i personaggi livornesi più insigni.
Tuttavia, una parte del loggiato fu utilizzata anche come luogo per le sepolture di privati, che ne fecero vere e proprie cappelle funerarie. Il 15 gennaio 1879 il Comune di Livorno cedeva ad Aristide Castelli (fu Domenico, di origine greca) "due strisce" dell'arcata del loggiato sulla piazza del Santuario, oggi riconoscibile come edicola "Carolina Castelli" (la terza rispetto alla scalinata d'accesso alla piazza).
L'ultima arcata terminale del loggiato, lato monte, venne venduta ad Aspasia (fu Giovanni Reggio) vedova di Michele Castelli il 26 novembre 1862, per la somma di lire 1.764,00. La penultima arcata ad Aristide (fu Domenico) Castelli il 30 settembre 1863, per la somma di lire 1.000,00. La terz'ultima (solo per tre loculi sepolcrali) ad Aristide (fu Michele) Reggio il 17 febbraio 1866, per la somma di lire 600,00.
Frattanto, a seguito dell'unione della Toscana al Regno d'Italia si applicò la legge del nuovo governo che non riconosceva più la personalità giuridica agli ordini religiosi e ne confiscava i beni; conseguentemente la proprietà del Santuario passò dai monaci vallombrosani al Comune di Livorno.
Dopo il violento bombardamento subito dalla città di Livorno il 18 maggio 1943, il Famedio divenne luogo di rifugio per molti sfollati.
Il Famedio è stato restaurato e riaperto al pubblico il 23 settembre 2021.

## Struttura

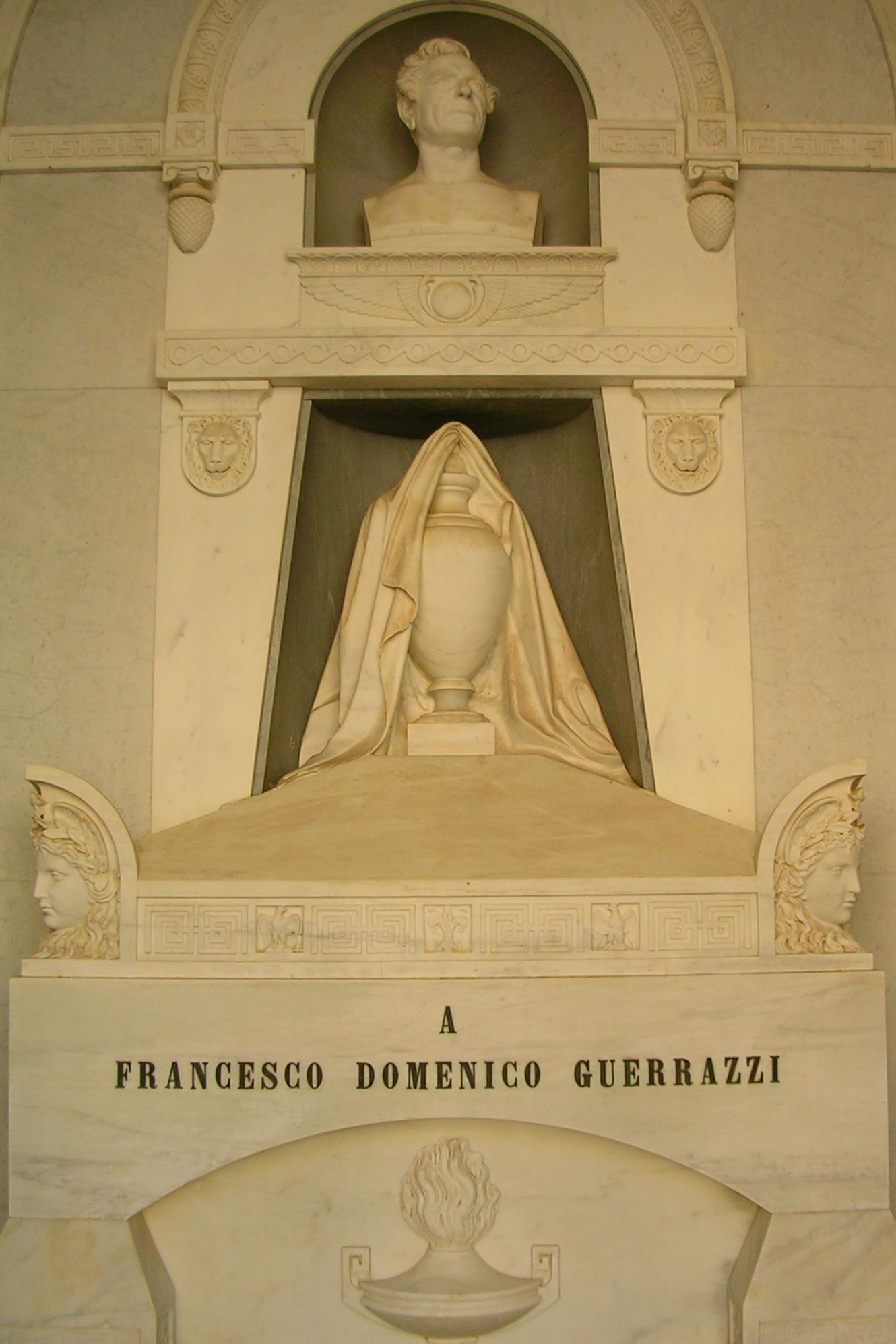
Tomba di Francesco Domenico Guerrazzi

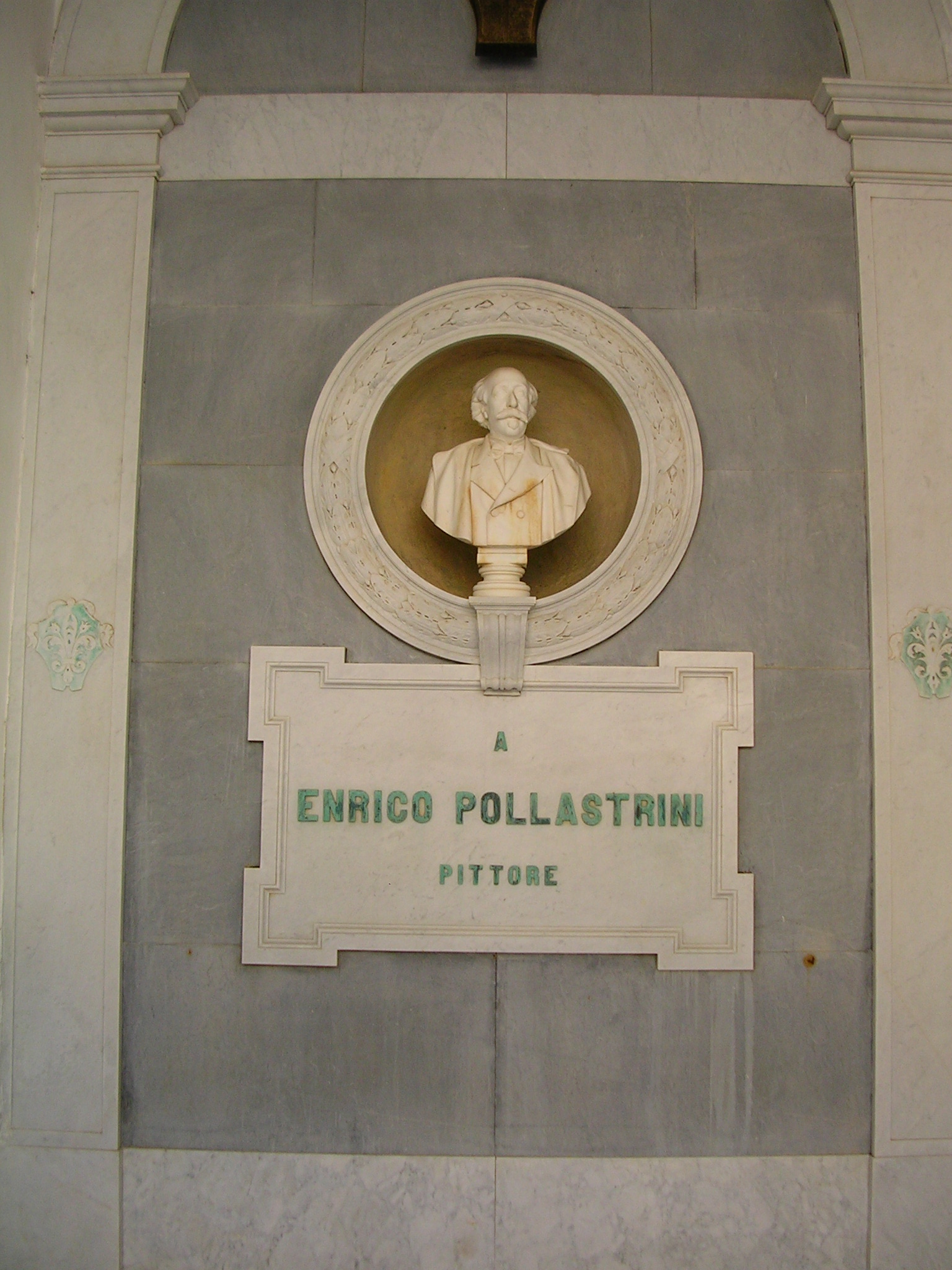
Tomba di Enrico Pollastrini

Il Famedio di Montenero sorge sul piazzale antistante al Santuario della Madonna delle Grazie.
La struttura è caratterizzata da un loggiato con pilastri d'ordine toscano ed archi a tutto sesto, con terrazza alla sommità (oggi non praticabile).
Le arcate sono schermate mediante cancellate artistiche in ghisa, realizzate dall'officina Fratelli Gambaro di Livorno.
Il Famedio si compone complessivamente di nove arcate, di cui una è utilizzata come passo carrabile per l'accesso alla piazza, estendendosi per circa cinquanta metri.

## I personaggi accolti nel Famedio
La struttura raccoglie le spoglie mortali dei seguenti livornesi illustri:
- Francesco Domenico Guerrazzi (1804-1873), politico e scrittore - dal 1893
- Carlo Bini (1806-1842), scrittore e patriota - dal 1895
- Enrico Pollastrini (1817-1876), pittore - dal 1895
- Carlo Meyer, garibaldino e politico - dal 1897
- Paolo Emilio Demi (1798-1863), scultore - dal 1898
- Giovanni Fattori (1825-1908), pittore e incisore - dal 1908
- Giovanni Marradi (1852-1922), poeta e scrittore - dal 1922
- Ernesto Rossi (1827-1896), attore teatrale - dal 1928
- Mario Puccini (1869-1920), pittore - dal 1988

## I personaggi ricordati nel Famedio
Con epigrafi commemorative sono ricordati:
- Dario Niccodemi (1874-1934), commediografo, sceneggiatore, capocomico;
- Gustavo Salvini (1859-1930), attore di cinema e teatro;
- Guelfo Civinini (1873-1954), scrittore, poeta, giornalista;
- Pietro Mascagni (1863-1945), compositore e direttore d'orchestra
- Amedeo Modigliani (1874-1920), pittore e scultore;
- Giosuè Borsi (1888-1915), scrittore
- Adriano Lemmi (1822-1906), patriota mazziniano e banchiere del Risorgimento[12]
- Anna Franchi (1867-1954), scrittrice, giornalista e biografa dei macchiaioli[13]